# 加林娜·亚历山德罗芙娜·朱可娃
加林娜·亚历山德罗芙娜·朱可娃（俄语：Галина Александровна Жукова，1926年—1973年11月13日），原姓谢苗诺娃（俄语：Семёнова），是苏联元帅格奥尔基·康斯坦丁诺维奇·朱可夫的第二任妻子。

## 生平
加林娜生于1926年。她毕业于喀山医学院（喀山国立医科大学前身），学成后被派到乌拉尔地区的一所军医院工作，官拜中校。
1950年，苏联元帅格奥尔基·康斯坦丁诺维奇·朱可夫出现微型心肌梗塞，他当时是乌拉尔军区的指挥官，被送到军区里的军医院接受治疗，院方指派加林娜负责照顾他。虽然朱可夫那时候已经是有妇之夫，但他爱上了比自己年轻30岁的加林娜，而加林娜最终也和朱可夫堕入爱河。两人真心相爱、互相倾慕，朱可夫后来把加林娜形容为他的太阳，视她为一生最爱。
1951年，加林娜怀上了朱可夫的骨肉，可是流产了，朱可夫安慰她说孩子可以再生一个。1953年，朱可夫被急召到首都莫斯科，加林娜被他安排到布尔坚科军医院工作，任职传染病专科医生。加林娜本来获军医院安排住在高爾基大街（现名为特維爾大街），不过朱可夫后来帮她在伏龍芝河畔再找一间更好的房子。1957年，加林娜为朱可夫生下一个女儿，名为玛丽亚（又叫玛莎）。
朱可夫对他当时的妻子根本没有感情，而且更把加林娜这个地下情人的事告诉妻子，向妻子详细描述她的外貌。虽然加林娜和朱可夫两情相悦，但他们俩的爱情在苏联共产党高层之间很受争议，有些高层批评朱可夫搞婚外情，要求他们俩分手。而且朱可夫深感对妻儿责任重大，难以抉择是否离婚。后来，他终于决定离婚，但一度因为政治原因而遭到拒绝，直至1965年1月方成事。同月，加林娜与他结为夫妻，两人婚后非常恩爱。
这时候，朱可夫正在撰写苏德战争回忆录《回忆与思考》，但他被要求删去书中的政治敏感内容，又被要求捏造情节来美化当权者列昂尼德·勃列日涅夫。加林娜力劝丈夫要妥协，她说：如果不妥协的话，这本书就根本不会获准出版；而且即使捏造情节，人们也心知肚明，自然不会相信那些情节是朱可夫自己写的。她最终成功说服丈夫，回忆录也得以面世。
1967年12月，加林娜确诊患上乳腺癌。她病情严重，需要接受医学观察，由她以前在军医院的同事当中最精通医术的几个人负责照料。苏联著名外科医生尼古拉·尼古拉耶維奇·布洛欣很快为她施行手术，但他甫踏出手术室，就只扔下一句话：“看来我们已经太迟了。”此后，加林娜又接受了几次大手术。她当时年仅四十来岁，但已经虚弱得几乎无法站立，面色蒼白，形同残废。1968年1月，朱可夫中风瘫痪。为了让丈夫振作起来，加林娜坚持到医院探望他，以证明自己自己身体无碍，这令朱可夫慢慢好过来。此后，加林娜纵使自身患病，仍然悉心照顾丈夫，希望让他进一步恢复健康，不过情况时好时坏。
1973年，朱可夫被选为苏联共产党第二十四次代表大会代表，但作为至亲的加林娜收不到嘉宾证。她致电勃列日涅夫查问，勃列日涅夫却反过来要求她劝说丈夫不要出席大会。加林娜以丈夫被选举为代表、视出席大会为职责、出席大会有利复康为由，坚持他有权出席，却被勃列日涅夫以朱可夫健康恶劣为由反驳，两人争持不下。随着一大批医生和官员前来朱可夫府上游说，他们夫妻俩看清了勃列日涅夫的政治动机。
同年11月，加林娜再次病危送院。朱可夫写信给她，说自己存活的唯一盼望就是以后与她一同过愉快光明的日子。加林娜回覆丈夫说：“格奥尔基，我亲爱的，我的爱人！我一如既往地爱你。我会挺下去的，我会跟疾病搏斗，盼着回家跟你过更好的日子。”不过，她最终在1973年11月13日逝世。朱可夫大受打击，此后一直卧病在床，1974年6月18日去世。
加林娜安葬于新圣女公墓，墓地上竖立了她的纪念碑。

### 引用
1. ↑  Chaney 2014，第479頁.
2. 1 2 3 4 5 6  Chaney 2014，第379頁.
3. 1 2  Зяньковіч & Зенькович 2005，第150頁.
4. 1 2  Ря́биков 2012.
5. 1 2 3 4 5 6  Соколов 2000.
6. ↑  Chaney 2014，第477頁.
7. ↑  Chaney 2014，第475, 476頁.
8. 1 2  Chaney 2014，第478頁.
9. 1 2  Зяньковіч & Зенькович 2005，第151頁.

### 文献
- Соколов, Борис Вадимович. . . Родиола-плюс. 2000  [2018-04-15]. （原始内容存档于2018-04-08）.
- Зяньковіч, Мікалай Аляксандравіч; Зенькович, Николай. . ОЛМА Медиа Групп. 2005. ISBN 9785948504087.
- Ря́биков, Михаи́л. . Комсомольская Правда. 2012  [2018-04-15]. （原始内容存档于2017-05-15）.
- Chaney, Otto Preston. . University of Oklahoma Press. 2014. ISBN 9780806145051.